# Königsfeld (Sassonia)
Königsfeld è un comune di 1 356 abitanti della Sassonia, in Germania.
Appartiene al circondario (Landkreis) della Sassonia centrale (targa FG) ed è parte della comunità amministrativa (Verwaltungsgemeinschaft) di Rochlitz.